# Smerinthinae
Sous-famille
Les Smerinthinae sont une sous-famille de lépidoptères (papillons) de la famille des Sphingidae.

## Systématique
La sous-famille des Smerinthinae a été décrite par les entomologistes américains Augustus Radcliffe Grote et Coleman Townsend Robinson en 1865.

### Taxinomie
La sous-famille se divise en trois tribus :
- Ambulycini
- Smerinthini
- Sphingulini